# Bahçesaray (Van)
Mokq fou el nom armeni de la regió de nom clàssic Moxoene. Estava situada al sud dels Reixtunik (el qual forma la part sud del llac Van) i al nord de Kordukq (Corduena).
Moxoene fou una regió d'Armènia dins l'Imperi Persa que fou cedida a l'Imperi Romà el 298, juntament amb les regions d'Arzanene, Ingilena, Zabdicene, i (Corduena), pel rei part Narses I. Tenia un senyor territorial. Estava al sud del llac Van i al nord de la Corduena. Els armenis l'anomenaven Mokq. En temps de Shapur II de Pèrsia, vers el 363, va tornar al seu domini i va quedar a la Persarmènia a la partició del 387. A finals del segle iv els perses van enderrocar al senyor Suran, que s'havia revoltat però que més tard va recuperar el poder. La part oriental constituïa la província d'Akhiovit. La ciutat principal era Mokq, al nord de la regió i al sud-oest de Malazgird, i els seus districtes eren: Arvenitz Tzor, Ishots Gavar, Miusishair, Ishair, Arkayi Gavar, Mokq, Djermadzorq, Arandznaq, Argastovit.
Fou regida per una família armènia, els Mokqatsi dels que alguns membres del segle v són coneguts: Sura (vers el 390 quan la família fou eliminada temporalment del poder), Atom (vers 415), Artak (vers 445) i Ohan (vers 480). Un Vardik governava vers el 640. A la segona meitat del segle vii estava sota control del governador musulmà d'Armènia, i grups àrabs es van establir a la vora del llac Van, però no a Mokq. Probablement la dinastia es va extingir al segle VII i llavors va passar als Bagràtides (en temps del príncep Asoci I el Carnívor) però d'aquesta època no se sap gairebé res. Quan l'ostikan Yusuf ben Abu Said ben Marwazi (851-852) va assolar el Taron i regions adjacents els seus habitants es van refugiar a Mokq, que llavors posseïa Simbaci VIII Bagratuní, fidel al Califa, però que fou empresonat el 854. Més tard apareix en mans d'un Simbaci Bagratuní, que se suposa era un dels seus fills (i per tant germà del rei Asoci I el Gran), i vers el 880 de Musel Bagratuní, fill d'aquest Simbaci, a qui pretenia arrabassar-lo un dels tres prínceps de Baspracània, que havia rebut el seu principat «i tot el que pogués obtenir a Mokq».
Després va venir la guerra amb Gurguèn de Mardastan, que havia atacat Baspracània però es va fer la pau i es va retirar als seus feus, amb residència a la fortalesa de Kanguar, i seguidament es va dedicar a fer la guerra a Musel que va morir en combat (vers 896), però com que Gurguèn va morir poc després de la caiguda d'un cavall (vers 897), Mokq va conservar la dinastia, ja que Musel fou succeït pel seu fill Gregori.
Durant gairebé tot el segle ix fou territori sotmès als ostikans de Dvin, i des del 885 al rei Asoci I el Gran i els seus successors.
No torna a aparèixer fins al 975 quan governava un príncep de nom Zaphranik i filiació desconeguda, que es va oposar sense èxit al domini romà d'Orient. Amb la derrota de Bardes Escler el 978, la regió va passar a domini romà d'Orient.

## Prínceps bagràtides de Mokq
- Simbaci Bagratuní v. 854-880
- Musel Bagratuní v. 880-896
- Gregori Bagratuní 896-vers 918.
- Desconeguts 918-v. 970
- Zaphranik vers 975